# Guldkanalen
Guldkanalen (tidigare Dansbandskanalen och Favorit 102,6) är en radiostation i Skåne/Öresund som sänder från Staffanstorp. Stationen drivs av DB Media.
Kanalen startade år 2002 som "Dansbandskanalen 102,6" och sände inledningsvis enbart dansbandsmusik. År 2004 bytte kanalen namn till "Favorit 102,6" och fick en bredare repertoar. Inledningsvis sände kanalen på en närradiofrekvens avsedd för Staffanstorps kommun, men sändningarna riktade sig även till Malmö och Lund.
2008 slog man ihop frekvenserna 102,6 och danska 104,7 och bildade Favorit - Din Öresundsradio. Man nystartade också under hösten 2008 Dansbandskanalen. Men inte på någon frekvens utan som webradio - dansbandskanalen.se.
År 2009 bytte stationen namn till Guldkanalen. Sändningarna utgår fortfarande från Staffanstorp, i november 2014 flyttade man till nya lokaler i en före detta brandstation.

## Övrigt
Under en period hade kanalen även en systerstation i Södermanland, Favorit 103,9 (Se Favorit) som år 2010 blev en del av Mix Megapol.
Dansbandskanalen återuppstod senare som en digital radiostation och kan idag avlyssnas via Internet eller app till telefonen.